# Campeonato Brasileiro de Futebol de 2009 - Série A
A Série A do Campeonato Brasileiro de Futebol de 2009 foi a 54.ª edição da principal divisão do futebol brasileiro, vencida pelo Clube de Regatas do Flamengo. A disputa ocorreu entre maio e dezembro e o regulamento foi similar ao dos anos anteriores, quando foi implementado o sistema de pontos corridos.
Ao final das 38 rodadas previstas, os quatro primeiros colocados garantiram classificação para a Copa Libertadores da América de 2010, principal competição entre clubes do continente sul-americano. Os colocados entre o quinto e o décimo segundo lugares garantiram classificação à Copa Sul-americana de 2010. As quatro equipes com o pior desempenho foram rebaixadas para a Série B do Campeonato Brasileiro no ano seguinte.
O título foi decido na última rodada, a favor do Flamengo, que conquistou o quinto título em sua história, após vencer o Grêmio, por 2–1, no Estádio do Maracanã, com um público recorde nesta edição de quase 85.000 espectadores presentes.
Entre as vagas para as competições sul-americanas, Internacional, São Paulo e Cruzeiro classificaram-se para a Copa Libertadores (o Cruzeiro entra a partir da primeira fase) e Palmeiras, Avaí, Atlético Mineiro, Grêmio, Goiás, Grêmio Barueri, Santos e Vitória classificaram-se para a Copa Sul-Americana. 
Na parte inferior da tabela, o Sport foi a primeira equipe matematicamente rebaixada para a Série B de 2010, após empatar em 2–2 contra o Palmeiras em 11 de novembro e faltando três rodadas para o término do campeonato. Na penúltima rodada, o Náutico tornou-se a segunda equipe rebaixada após perder para o Santo André por 5–3, na casa do adversário. O próprio Santo André confirmou sua queda na última rodada após perder para o vice-campeão Internacional por 4–1, em Porto Alegre. Também na última rodada, o Coritiba acabou rebaixado após empatar em casa com o Fluminense em 1–1.

## Regulamento
A Série A foi disputada por 20 clubes em 2 turnos. Em cada turno, todos os times jogaram entre si uma única vez. Os jogos do segundo turno foram realizados na mesma ordem do primeiro, apenas com o mando de campo invertido. Não houve campeões por turnos, sendo declarado campeão brasileiro o time que obtive o maior número de pontos após as 38 rodadas. 

### Critérios de desempate
Caso haja empate de pontos entre dois clubes, os critérios de desempates foram aplicados na seguinte ordem:
1. Número de vitórias
2. Saldo de gols
3. Gols marcados
4. Confronto direto
5. Número de cartões vermelhos
6. Número de cartões amarelos

## Televisão

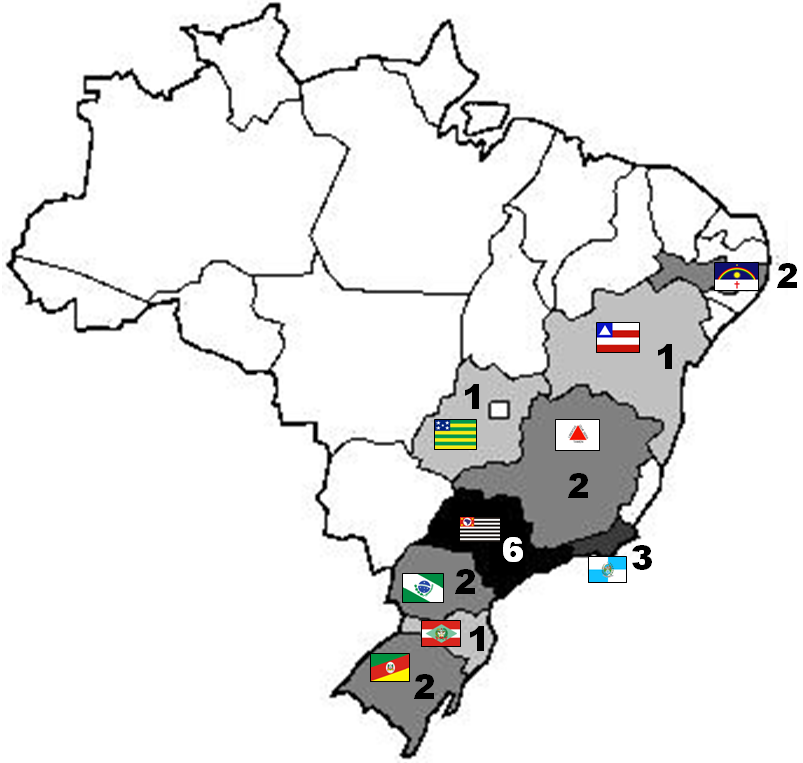
Mapa com os estados participantes da Série A 2009.

Desde 2000, a Rede Globo e o Clube dos 13 detém os direitos de transmissão para TV aberta, a cabo e de comercialização para o exterior do Campeonato Brasileiro. A Globo e suas afiliadas transmitiram apenas os jogos que foram realizados as quartas-feiras as 21h50 e aos domingos as 16h (17h no horário de verão), por motivos de programação da emissora. O SporTV transmitiu jogos de horários diferentes em "sinal aberto", sendo que o resto da rodada foi transmitido apenas em pay-per-view e em VT durante a programação.
Desde 2002, mesmo com a garantia de exclusividade, a Rede Globo divide os direitos transmissão a outras emissoras, com a garantia de transmitir os mesmos jogos. A Rede Bandeirantes transmitiu pelo terceiro ano consecutivo.
Existe uma restrição onde não se pode transmitir uma partida ao vivo para a mesma cidade onde se realiza, pelo risco de esvaziamento dos estádios. Esta restrição só não foi válida no PPV (e em jogos decisivos na TV aberta).

## Participantes
| Equipe              | Cidade         | Estado | Em 2008       | Estádio           | Capacidade | Títulos                                                  |
| ------------------- | -------------- | ------ | ------------- | ----------------- | ---------- | -------------------------------------------------------- |
| Atlético Mineiro    | Belo Horizonte | MG     | 12º (Série A) | Mineirão          | 75.783     | 2 (1937, 1971)                                           |
| Atlético Paranaense | Curitiba       | PR     | 13º (Série A) | Arena da Baixada  | 25.180     | 1 (2001)                                                 |
| Avaí                | Florianópolis  | SC     | 3º (Série B)  | Ressacada         | 15.000     | 0 (não possui)                                           |
| Botafogo            | Rio de Janeiro | RJ     | 7º (Série A)  | Engenhão          | 44.000     | 2 (1968(1), 1995)                                        |
| Corinthians         | São Paulo      | SP     | 1º (Série B)  | Pacaembu          | 37.952     | 4 (1990, 1998, 1999, 2005)                               |
| Coritiba            | Curitiba       | PR     | 9º (Série A)  | Couto Pereira     | 38.000     | 1 (1985)                                                 |
| Cruzeiro            | Belo Horizonte | MG     | 3º (Série A)  | Mineirão          | 75.783     | 2 (1966, 2003)                                           |
| Flamengo            | Rio de Janeiro | RJ     | 5º (Série A)  | Maracanã          | 82.238     | 4 (1980, 1982, 1983, 1992)                               |
| Fluminense          | Rio de Janeiro | RJ     | 14º (Série A) | Maracanã          | 82.238     | 2 (1970, 1984)                                           |
| Goiás               | Goiânia        | GO     | 8º (Série A)  | Serra Dourada     | 50.049     | 0 (não possui)                                           |
| Grêmio              | Porto Alegre   | RS     | 2º (Série A)  | Olímpico          | 45.000     | 2 (1981, 1996)                                           |
| Grêmio Barueri      | Barueri        | SP     | 4º (Série B)  | Arena Barueri     | 16.419     | 0 (não possui)                                           |
| Internacional       | Porto Alegre   | RS     | 6º (Série A)  | Beira Rio         | 56.000     | 3 (1975, 1976, 1979)                                     |
| Náutico             | Recife         | PE     | 16º (Série A) | Aflitos           | 19.800     | 0 (não possui)                                           |
| Palmeiras           | São Paulo      | SP     | 4º (Série A)  | Palestra Itália   | 29.876     | 8 (1960, 1967(1), 1967(2), 1969, 1972, 1973, 1993, 1994) |
| Santo André         | Santo André    | SP     | 2º (Série B)  | Bruno José Daniel | 15.157     | 0 (não possui)                                           |
| Santos              | Santos         | SP     | 15º (Série A) | Vila Belmiro      | 21.256     | 8 (1961, 1962, 1963, 1964, 1965, 1968(2), 2002, 2004)    |
| São Paulo           | São Paulo      | SP     | 1º (Série A)  | Morumbi           | 67.428     | 6 (1977, 1986, 1991, 2006, 2007, 2008)                   |
| Sport               | Recife         | PE     | 11º (Série A) | Ilha do Retiro    | 30.520     | 1 (1987)                                                 |
| Vitória             | Salvador       | BA     | 10º (Série A) | Barradão          | 35.632     | 0 (não possui)                                           |

## Classificação
| Pos | Equipe               | Pts | J  | V  | E  | D  | GP | GC | SG  | Classificação ou descenso                  |
| --- | -------------------- | --- | -- | -- | -- | -- | -- | -- | --- | ------------------------------------------ |
| 1   | Flamengo             | 67  | 38 | 19 | 10 | 9  | 58 | 44 | +14 | Segunda fase da Copa Libertadores de 2010  |
| 2   | Internacional        | 65  | 38 | 19 | 8  | 11 | 65 | 44 | +21 | Segunda fase da Copa Libertadores de 2010  |
| 3   | São Paulo            | 65  | 38 | 18 | 11 | 9  | 57 | 42 | +15 | Segunda fase da Copa Libertadores de 2010  |
| 4   | Cruzeiro             | 62  | 38 | 18 | 8  | 12 | 58 | 53 | +5  | Primeira fase da Copa Libertadores de 2010 |
| 5   | Palmeiras            | 62  | 38 | 17 | 11 | 10 | 58 | 45 | +13 | Copa Sul-Americana de 2010                 |
| 6   | Avaí                 | 57  | 38 | 15 | 12 | 11 | 61 | 52 | +9  | Copa Sul-Americana de 2010                 |
| 7   | Atlético Mineiro     | 56  | 38 | 16 | 8  | 14 | 55 | 56 | −1  | Copa Sul-Americana de 2010                 |
| 8   | Grêmio               | 55  | 38 | 15 | 10 | 13 | 67 | 46 | +21 | Copa Sul-Americana de 2010                 |
| 9   | Goiás                | 55  | 38 | 15 | 10 | 13 | 64 | 65 | −1  | Copa Sul-Americana de 2010                 |
| 10  | Corinthians          | 52  | 38 | 14 | 10 | 14 | 50 | 54 | −4  | Segunda fase da Copa Libertadores de 2010  |
| 11  | Grêmio Barueri       | 49  | 38 | 12 | 13 | 13 | 59 | 52 | +7  | Copa Sul-Americana de 2010                 |
| 12  | Santos               | 49  | 38 | 12 | 13 | 13 | 58 | 58 | 0   | Copa Sul-Americana de 2010                 |
| 13  | Vitória              | 48  | 38 | 13 | 9  | 16 | 51 | 57 | −6  | Copa Sul-Americana de 2010                 |
| 14  | Athletico Paranaense | 48  | 38 | 13 | 9  | 16 | 42 | 49 | −7  |                                            |
| 15  | Botafogo             | 47  | 38 | 11 | 14 | 13 | 52 | 58 | −6  |                                            |
| 16  | Fluminense           | 46  | 38 | 11 | 13 | 14 | 49 | 56 | −7  |                                            |
| 17  | Coritiba             | 45  | 38 | 12 | 9  | 17 | 48 | 60 | −12 | Rebaixados à Série B de 2010               |
| 18  | Santo André          | 41  | 38 | 11 | 8  | 19 | 46 | 61 | −15 | Rebaixados à Série B de 2010               |
| 19  | Náutico              | 38  | 38 | 10 | 8  | 20 | 48 | 71 | −23 | Rebaixados à Série B de 2010               |
| 20  | Sport                | 31  | 38 | 7  | 10 | 21 | 48 | 71 | −23 | Rebaixados à Série B de 2010               |

1. 1 2  Corinthians tinha vaga garantida na Libertadores de 2010 por ter sido campeão da Copa do Brasil de 2009

## Confrontos
| Mandante \ Visitante | ATM | ATP | AVA | BOT | COR | CTB | CRU | FLA | FLU | GOI | GRE | GBA | INT | NAU | PAL | SAD | SAN | SPA | SPT | VIT |
| -------------------- | --- | --- | --- | --- | --- | --- | --- | --- | --- | --- | --- | --- | --- | --- | --- | --- | --- | --- | --- | --- |
| Atlético Mineiro     | —   | 2–1 | 2–2 | 1–1 | 0–3 | 3–2 | 0–1 | 1–3 | 2–1 | 0–1 | 2–1 | 2–1 | 0–1 | 3–0 | 1–1 | 0–0 | 3–1 | 2–0 | 1–1 | 1–0 |
| Athletico Paranaense | 0–4 | —   | 1–3 | 2–0 | 1–0 | 0–0 | 1–1 | 0–0 | 1–0 | 2–0 | 0–0 | 3–0 | 3–2 | 2–3 | 2–2 | 3–0 | 1–1 | 1–0 | 1–0 | 0–2 |
| Avaí                 | 2–2 | 2–0 | —   | 1–2 | 3–1 | 2–2 | 2–2 | 3–0 | 3–2 | 2–1 | 1–0 | 4–0 | 0–2 | 2–1 | 0–3 | 1–0 | 2–2 | 0–0 | 2–2 | 4–0 |
| Botafogo             | 3–1 | 0–1 | 2–2 | —   | 0–0 | 2–0 | 1–1 | 0–1 | 0–0 | 1–4 | 3–3 | 2–1 | 3–2 | 1–0 | 2–1 | 1–2 | 2–0 | 3–2 | 2–2 | 1–3 |
| Corinthians          | 2–0 | 1–3 | 0–0 | 3–3 | —   | 2–0 | 0–1 | 0–2 | 4–2 | 1–4 | 2–1 | 2–1 | 0–1 | 2–3 | 0–3 | 2–0 | 2–1 | 3–1 | 4–3 | 2–1 |
| Coritiba             | 2–1 | 3–2 | 2–0 | 2–2 | 1–1 | —   | 1–3 | 5–0 | 1–1 | 1–3 | 2–1 | 1–2 | 2–0 | 2–0 | 1–0 | 2–4 | 0–1 | 2–0 | 1–1 | 1–0 |
| Cruzeiro             | 0–3 | 0–2 | 1–0 | 1–0 | 1–2 | 4–1 | —   | 2–0 | 2–3 | 3–0 | 1–1 | 2–4 | 1–1 | 4–2 | 1–2 | 3–2 | 0–0 | 1–2 | 1–0 | 2–0 |
| Flamengo             | 3–1 | 2–1 | 0–0 | 2–2 | 1–0 | 3–0 | 1–2 | —   | 2–0 | 0–0 | 2–1 | 1–1 | 4–0 | 1–1 | 1–2 | 3–0 | 1–0 | 2–1 | 3–0 | 2–1 |
| Fluminense           | 2–1 | 2–1 | 3–2 | 1–0 | 1–1 | 1–3 | 1–1 | 0–0 | —   | 1–4 | 0–0 | 0–0 | 2–2 | 1–1 | 1–0 | 0–1 | 1–4 | 1–0 | 5–1 | 4–0 |
| Goiás                | 3–2 | 3–0 | 0–2 | 1–3 | 0–0 | 2–2 | 1–0 | 3–2 | 2–2 | —   | 2–1 | 2–2 | 0–1 | 3–3 | 2–1 | 3–1 | 2–1 | 4–2 | 1–1 | 3–2 |
| Grêmio               | 4–1 | 4–1 | 3–1 | 2–0 | 3–0 | 2–0 | 4–1 | 4–1 | 5–1 | 2–2 | —   | 4–2 | 2–1 | 3–0 | 2–0 | 3–2 | 1–1 | 1–1 | 3–3 | 1–1 |
| Grêmio Barueri       | 4–2 | 0–0 | 3–1 | 3–0 | 2–2 | 3–1 | 0–1 | 2–0 | 0–0 | 3–1 | 1–0 | —   | 1–1 | 4–0 | 2–2 | 0–0 | 0–0 | 1–2 | 2–1 | 4–0 |
| Internacional        | 3–0 | 1–1 | 2–1 | 0–1 | 1–2 | 3–0 | 2–3 | 0–0 | 4–2 | 4–0 | 1–0 | 3–2 | —   | 3–1 | 2–0 | 4–1 | 3–1 | 2–2 | 3–0 | 0–0 |
| Náutico              | 0–0 | 3–0 | 0–1 | 2–2 | 1–0 | 0–1 | 2–0 | 0–2 | 1–1 | 2–0 | 0–2 | 2–1 | 0–2 | —   | 3–0 | 2–1 | 1–2 | 1–2 | 3–2 | 1–1 |
| Palmeiras            | 3–1 | 2–1 | 2–2 | 1–1 | 2–2 | 2–1 | 3–1 | 0–2 | 1–0 | 4–0 | 1–1 | 2–1 | 2–1 | 4–1 | —   | 1–0 | 1–1 | 0–0 | 2–2 | 2–1 |
| Santo André          | 1–2 | 1–0 | 4–2 | 1–1 | 1–1 | 1–0 | 0–2 | 1–2 | 1–2 | 1–2 | 2–0 | 1–1 | 0–2 | 5–3 | 2–0 | —   | 3–3 | 1–1 | 2–1 | 1–0 |
| Santos               | 2–3 | 1–0 | 2–2 | 0–0 | 3–1 | 4–0 | 1–2 | 1–2 | 2–0 | 3–3 | 1–0 | 3–3 | 3–3 | 3–1 | 1–3 | 1–0 | —   | 3–4 | 1–0 | 0–0 |
| São Paulo            | 0–1 | 2–2 | 2–0 | 3–1 | 1–1 | 2–2 | 3–0 | 2–2 | 1–0 | 3–1 | 2–1 | 1–0 | 1–0 | 2–0 | 0–0 | 1–1 | 2–1 | —   | 4–0 | 2–0 |
| Sport                | 2–3 | 0–1 | 1–3 | 2–1 | 2–0 | 1–1 | 2–3 | 4–2 | 0–3 | 1–0 | 3–1 | 1–1 | 1–2 | 3–3 | 0–1 | 2–1 | 0–1 | 1–2 | —   | 2–0 |
| Vitória              | 0–0 | 2–1 | 0–1 | 4–3 | 0–1 | 1–0 | 3–3 | 3–3 | 2–2 | 2–2 | 1–0 | 2–1 | 2–0 | 3–1 | 3–2 | 4–1 | 6–2 | 0–1 | 1–0 | —   |

## Desempenho por rodada
Clubes que lideraram o campeonato ao final de cada rodada:
| Rodadas | Rodadas | Rodadas | Rodadas | Rodadas | Rodadas | Rodadas | Rodadas | Rodadas | Rodadas | Rodadas | Rodadas | Rodadas | Rodadas | Rodadas | Rodadas | Rodadas | Rodadas | Rodadas | Rodadas | Rodadas | Rodadas | Rodadas | Rodadas | Rodadas | Rodadas | Rodadas | Rodadas | Rodadas | Rodadas | Rodadas | Rodadas | Rodadas | Rodadas | Rodadas | Rodadas | Rodadas | Rodadas |
| ------- | ------- | ------- | ------- | ------- | ------- | ------- | ------- | ------- | ------- | ------- | ------- | ------- | ------- | ------- | ------- | ------- | ------- | ------- | ------- | ------- | ------- | ------- | ------- | ------- | ------- | ------- | ------- | ------- | ------- | ------- | ------- | ------- | ------- | ------- | ------- | ------- | ------- |
| 1       | 2       | 3       | 4       | 5       | 6       | 7       | 8       | 9       | 10      | 11      | 12      | 13      | 14      | 15      | 16      | 17      | 18      | 19      | 20      | 21      | 22      | 23      | 24      | 25      | 26      | 27      | 28      | 29      | 30      | 31      | 32      | 33      | 34      | 35      | 36      | 37      | 38      |
| VIT     | INT     | INT     | INT     | INT     | ATM     | ATM     | ATM     | INT     | ATM     | ATM     | ATM     | ATM     | ATM     | PAL     | PAL     | PAL     | PAL     | INT     | INT     | PAL     | PAL     | PAL     | PAL     | PAL     | PAL     | PAL     | PAL     | PAL     | PAL     | PAL     | PAL     | PAL     | SPA     | SPA     | SPA     | FLA     | FLA     |

Clubes que ficaram na última posição do campeonato ao final de cada rodada:
| Rodadas | Rodadas | Rodadas | Rodadas | Rodadas | Rodadas | Rodadas | Rodadas | Rodadas | Rodadas | Rodadas | Rodadas | Rodadas | Rodadas | Rodadas | Rodadas | Rodadas | Rodadas | Rodadas | Rodadas | Rodadas | Rodadas | Rodadas | Rodadas | Rodadas | Rodadas | Rodadas | Rodadas | Rodadas | Rodadas | Rodadas | Rodadas | Rodadas | Rodadas | Rodadas | Rodadas | Rodadas | Rodadas |
| ------- | ------- | ------- | ------- | ------- | ------- | ------- | ------- | ------- | ------- | ------- | ------- | ------- | ------- | ------- | ------- | ------- | ------- | ------- | ------- | ------- | ------- | ------- | ------- | ------- | ------- | ------- | ------- | ------- | ------- | ------- | ------- | ------- | ------- | ------- | ------- | ------- | ------- |
| 1       | 2       | 3       | 4       | 5       | 6       | 7       | 8       | 9       | 10      | 11      | 12      | 13      | 14      | 15      | 16      | 17      | 18      | 19      | 20      | 21      | 22      | 23      | 24      | 25      | 26      | 27      | 28      | 29      | 30      | 31      | 32      | 33      | 34      | 35      | 36      | 37      | 38      |
| FLA     | CTB     | ATP     | CTB     | ATP     | AVA     | ATP     | BOT     | AVA     | AVA     | NAU     | NAU     | NAU     | NAU     | NAU     | FLU     | SPT     | SPT     | SPT     | SPT     | FLU     | FLU     | FLU     | FLU     | FLU     | FLU     | FLU     | FLU     | FLU     | FLU     | FLU     | FLU     | SPT     | SPT     | SPT     | SPT     | SPT     | SPT     |

## Artilharia
| Gols | Jogador             | Time             |
| ---- | ------------------- | ---------------- |
| 19   | Adriano             | Flamengo         |
| 19   | Diego Tardelli      | Atlético Mineiro |
| 18   | Val Baiano          | Grêmio Barueri   |
| 17   | Washington          | São Paulo        |
| 16   | Alecsandro          | Internacional    |
| 15   | Roger               | Vitória          |
| 14   | Jonas               | Grêmio           |
| 14   | Kléber Pereira      | Santos           |
| 14   | Marcelinho Paraíba  | Coritiba         |
| 14   | Wellington Paulista | Cruzeiro         |

Fonte: UOL Esporte

### Hat-tricks
| Jogador             | Clube          | Adversário    | Placar | Data           | Ref.   |
| ------------------- | -------------- | ------------- | ------ | -------------- | ------ |
| Weldon              | Sport          | Flamengo      | 4–2    | 7 de junho     | [ 11 ] |
| Adriano             | Flamengo       | Internacional | 4–0    | 21 de junho    | [ 12 ] |
| Luis Bolaños        | Internacional  | Coritiba      | 3–0    | 28 de junho    | [ 13 ] |
| Ronaldo             | Corinthians    | Fluminense    | 4–2    | 8 de julho     | [ 14 ] |
| Obina               | Palmeiras      | Corinthians   | 3–0    | 26 de julho    | [ 15 ] |
| Alecsandro          | Internacional  | Santos        | 3–3    | 26 de agosto   | [ 16 ] |
| Wellington Paulista | Cruzeiro       | Náutico       | 4–2    | 20 de setembro | [ 17 ] |
| Obina               | Palmeiras      | Goiás         | 4–0    | 29 de outubro  | [ 18 ] |
| Val Baiano          | Grêmio Barueri | Botafogo      | 3–0    | 15 de novembro | [ 19 ] |
| Washington          | São Paulo      | Sport         | 4–0    | 6 de dezembro  | [ 20 ] |

### Poker-tricks
| Jogador    | Clube          | Adversário | Placar | Data        | Ref.   |
| ---------- | -------------- | ---------- | ------ | ----------- | ------ |
| Val Baiano | Grêmio Barueri | Náutico    | 4–0    | 19 de julho | [ 21 ] |

## Maiores públicos
| Nº | Público* | Mandante         | Placar | Visitante           | Local    | Data           |
| -- | -------- | ---------------- | ------ | ------------------- | -------- | -------------- |
| 1  | 78.639   | Flamengo         | 2–1    | Grêmio              | Maracanã | 6 de dezembro  |
| 2  | 78.639   | Flamengo         | 0–0    | Goiás               | Maracanã | 22 de novembro |
| 3  | 78.409   | Flamengo         | 2–0    | Fluminense          | Maracanã | 4 de outubro   |
| 4  | 77.063   | Flamengo         | 1–0    | Santos              | Maracanã | 31 de outubro  |
| 5  | 68.217   | Flamengo         | 2–1    | Atlético Paranaense | Maracanã | 31 de maio     |
| 6  | 64.194   | Fluminense       | 1–0    | Palmeiras           | Maracanã | 8 de novembro  |
| 7  | 63.385   | Atlético Mineiro | 1–3    | Flamengo            | Mineirão | 8 de novembro  |
| 8  | 57.901   | Atlético Mineiro | 1–0    | Vitória             | Mineirão | 24 de outubro  |
| 9  | 57.210   | Flamengo         | 2–1    | São Paulo           | Maracanã | 10 de outubro  |
| 10 | 55.713   | Atlético Mineiro | 2–1    | Fluminense          | Mineirão | 23 de julho    |

*Considera-se apenas o público pagante.
Fonte: CBF

## Mudança de técnicos
| Clube               | Antecessor              | Motivo                              | Data           | Última partida                           | Rod. | Pos. | Sucessor              | Ref.          |
| ------------------- | ----------------------- | ----------------------------------- | -------------- | ---------------------------------------- | ---- | ---- | --------------------- | ------------- |
| Grêmio              | Marcelo Rospide[a]      | Substituído                         | 16 de maio     | Atlético Mineiro 2–1 Grêmio              | 2.ª  | 14.º | Paulo Autuori         |               |
| Sport               | Nelsinho Baptista       | Renunciado                          | 25 de maio     | Sport 2–3 Atlético Mineiro               | 3.ª  | 18.º | Emerson Leão          |               |
| Atlético Paranaense | Geninho                 | Renunciado                          | 7 de junho     | Atlético Paranaense 0–4 Atlético Mineiro | 5.ª  | 20.º | Waldemar Lemos        |               |
| Náutico             | Waldemar Lemos          | Contratado pelo Atlético Paranaense | 9 de junho     | Grêmio 3–0 Náutico                       | 5.ª  | 5.º  | Márcio Bittencourt    |               |
| São Paulo           | Muricy Ramalho          | Despedido                           | 19 de junho    | São Paulo 0–2 Cruzeiro[b]                | 6.ª  | 12.º | Ricardo Gomes         |               |
| Palmeiras           | Vanderlei Luxemburgo    | Despedido                           | 26 de junho    | Atlético Paranaense 2–2 Palmeiras        | 7.ª  | 4.º  | Muricy Ramalho[c]     |               |
| Náutico             | Márcio Bittencourt      | Despedido                           | 12 de julho    | Palmeiras 4–1 Náutico                    | 10.ª | 19.º | Geninho               |               |
| Santos              | Vagner Mancini          | Despedido                           | 13 de julho    | Vitória 6–2 Santos                       | 10.ª | 11.º | Vanderlei Luxemburgo  |               |
| Fluminense          | Carlos Alberto Parreira | Despedido                           | 13 de julho    | Fluminense 0–1 Santo André               | 10.ª | 18.º | Renato Gaúcho         |               |
| Flamengo            | Cuca                    | Despedido                           | 23 de julho    | Flamengo 1–1 Grêmio Barueri              | 13.ª | 11.º | Andrade               |               |
| Sport               | Emerson Leão            | Despedido                           | 27 de julho    | Sport 3–3 Náutico                        | 14.ª | 17.º | Péricles Chamusca     |               |
| Santo André         | Sérgio Guedes           | Renunciado                          | 27 de julho    | Grêmio 3–2 Santo André                   | 14.ª | 13.º | Alexandre Gallo       |               |
| Atlético Paranaense | Waldemar Lemos          | Renunciado                          | 29 de julho    | Goiás 3–0 Atlético Paranaense            | 16.ª | 15.º | Antônio Lopes         |               |
| Coritiba            | René Simões             | Despedido                           | 9 de agosto    | Coritiba 1–3 Cruzeiro                    | 18.ª | 18.º | Ney Franco            |               |
| Botafogo            | Ney Franco              | Despedido                           | 10 de agosto   | Botafogo 0–1 Atlético Paranaense         | 18.ª | 15.º | Estevam Soares        |               |
| Vitória             | Paulo César Carpegiani  | Despedido                           | 10 de agosto   | Vitória 2–2 Fluminense                   | 18.ª | 10.º | Vagner Mancini        |               |
| Grêmio Barueri      | Estevam Soares          | Contratado pelo Botafogo            | 11 de agosto   | Grêmio Barueri 1–0 Grêmio                | 18.ª | 6.º  | Luís Carlos Goiano[d] |               |
| Fluminense          | Renato Gaúcho           | Despedido                           | 1 de setembro  | Santos 2–0 Fluminense                    | 22.ª | 20.º | Cuca                  |               |
| Santo André         | Alexandre Gallo         | Renunciado                          | 4 de setembro  | Flamengo 3–0 Santo André                 | 22.ª | 16.º | Sérgio Soares         |               |
| Internacional       | Tite                    | Despedido                           | 5 de outubro   | Coritiba 2–0 Internacional               | 28.ª | 5.º  | Mário Sérgio          |               |
| Sport               | Péricles Chamusca       | Renunciado                          | 7 de novembro  | Sport 2–3 Cruzeiro                       | 34.ª | 20.º | Levi Gomes            | [ 22 ] [ 23 ] |
| Grêmio              | Paulo Autuori           | Contratado pelo Al-Rayyan           | 11 de novembro | Grêmio 1–1 São Paulo                     | 34.ª | 9.º  | Marcelo Rospide       | [ 24 ]        |

a. ^  Marcelo Rospide era técnico interino desde que Celso Roth foi despedido após o Grêmio ser eliminado do Campeonato Gaúcho em 5 de abril
b. ^  Partida válida pela Copa Libertadores
c. ^  Jorginho dirigiu o time interinamente até a 14.ª rodada, totalizando sete partidas
d. ^  Diego Cerri comandou o time interinamente até a 31.ª rodada, totalizando treze partidas. Retornou ao cargo de coordenador técnico

## Premiação
| Campeonato Brasileiro de 2009 Série A |
| Rio de Janeiro                        |
| ------------------------------------- |
| FLAMENGO Campeão (5.º título)         |